# Diphascon ongulense
Diphascon ongulense är en djurart som tillhör fylumet trögkrypare, och som först beskrevs av Kuniyasu Morikawa 1962.  Diphascon ongulense ingår i släktet Diphascon och familjen Hypsibiidae. Inga underarter finns listade i Catalogue of Life.